# Кіяшково (Великопольське воєводство)
Кіяшково (пол. Kijaszkowo, нім. Wolfshagen, Kreis Wirsitz) — село в Польщі, у гміні Висока Пільського повіту Великопольського воєводства.
Населення — 190 осіб (2011).
У 1975-1998 роках село належало до Пільського воєводства.

## Демографія
Демографічна структура станом на 31 березня 2011 року:
|          | Загалом | Допрацездатний вік | Працездатний вік | Постпрацездатний вік |
| -------- | ------- | ------------------ | ---------------- | -------------------- |
| Чоловіки | 90      | 17                 | 67               | 6                    |
| Жінки    | 100     | 15                 | 64               | 21                   |
| Разом    | 190     | 32                 | 131              | 27                   |